# برنارد باستلیان
برنارد باستلیان (آلمانی: Bernhard Bästlein) یک سیاست‌مدار کمونیست اهل آلمان و فعال ضد نازی بود که پس از به قدرت رسیدن نازی‌ها دستگیر و در سال ۱۹۴۴ اعدام شد.

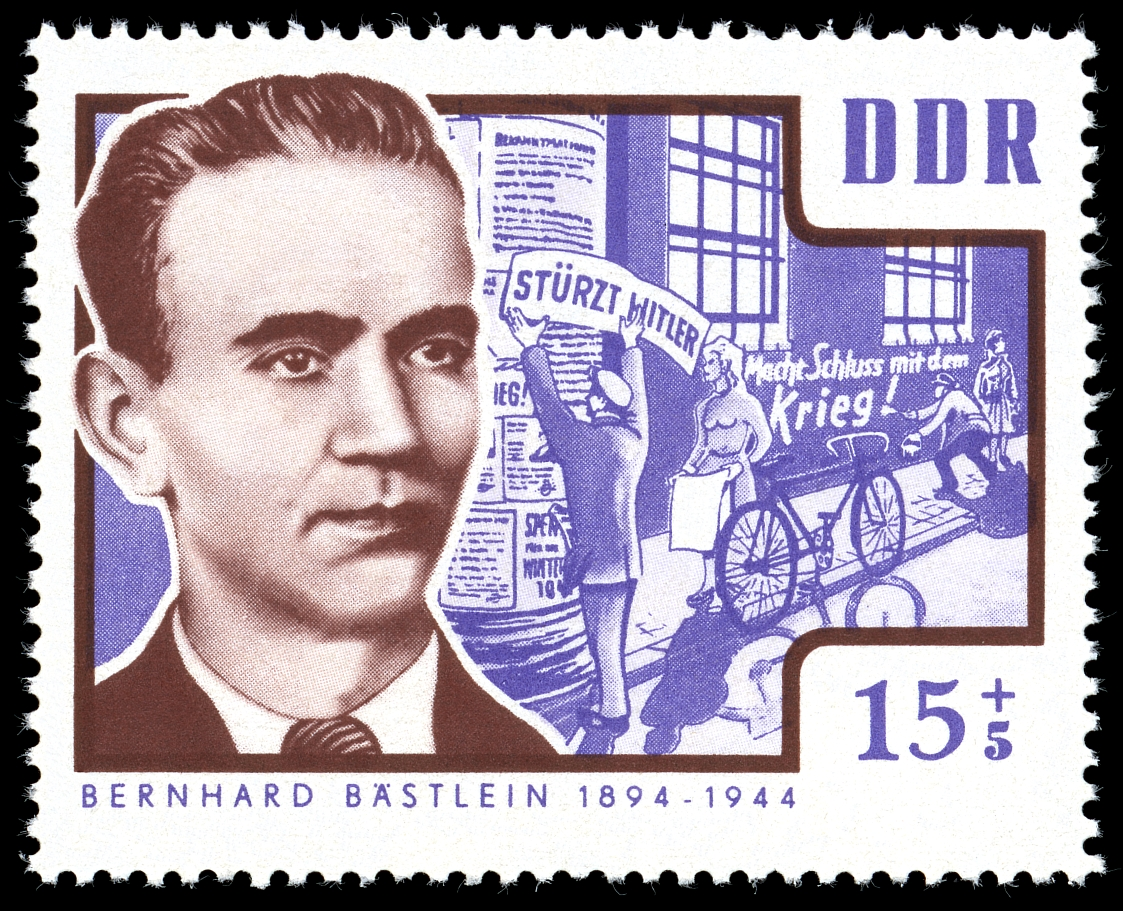
Bernhard Bästlein, 1964 stamp from the GDR